# سیارک ۳۴۳۶۶
سیارک ۳۴۳۶۶ (به انگلیسی: 34366 Rosavestal، نامگذاری:2000RP36) سی و چهار هزار و سیصد و شصت و ششمین سیارک کشف شده‌است که در ۴ سپتامبر ۲۰۰۰ کشف شد.